# یواس‌اس ایجوام (۱۸۶۳)
یواس‌اس ایجوام (۱۸۶۳) (به انگلیسی: USS Agawam (1863)) یک کشتی بود که طول آن ۲۰۵ فوت (۶۲ متر) بود. این کشتی در سال ۱۸۶۳ ساخته شد.